# 100924 Luctuymans
100924 Luctuymans este un asteroid din centura principală de asteroizi.

## Descriere
100924 Luctuymans este un asteroid din centura principală de asteroizi. A fost descoperit pe 1 iunie 1998 la Observatorul La Silla de Eric Walter Elst. Asteroidul prezintă o orbită caracterizată de o semiaxă mare de 2,35 ua, o excentricitate de 0,20 și o înclinație de 1,7° în raport cu ecliptica.